# Pistolet MAB PA15
MAB PA15 (MAB P15) – francuski pistolet samopowtarzalny, produkowany we francuskiej firmie Manufacture d'Armes Automatiques (MAB) w Bayanne.

## Historia
W latach siedemdziesiątych XX wieku we francuskiej firmie Manufacture d'Armes Automatiques (MAB) rozpoczęto produkcję samopowtarzalnego pistoletu oznaczonego jako MAB PA15. Pistolet ten był produkowany na potrzeby armii francuskiej. Występował w dwóch wersja długości lufy i był przystosowany do naboju pistoletowego 9 × 19 mm Parabellum. Na początku lat osiemdziesiątych zaprzestano jego produkcji, natomiast w armii francuskiej zaczęto go zastępować pistoletem Beretta 92G.

## Opis konstrukcji
Pistolet MAB PA15 działa na zasadzie odrzutu półswobodnego zamka, otwieranego z opóźnieniem. Występ w lufie współpracuje z rowkiem na zamku, powoduje podczas odrzutu obrót lufy i przytrzymanie zamka do chwili aż ciśnienie gazów prochowych spadnie do bezpiecznej wartości. Mechanizm uderzeniowy kurkowy z kurkiem obrotowym odkrytym. Mechanizm spustowy bez samonapinania. Zasilanie z magazynka pudełkowego o pojemności 15 nabojów.